# 長沙国際金融中心

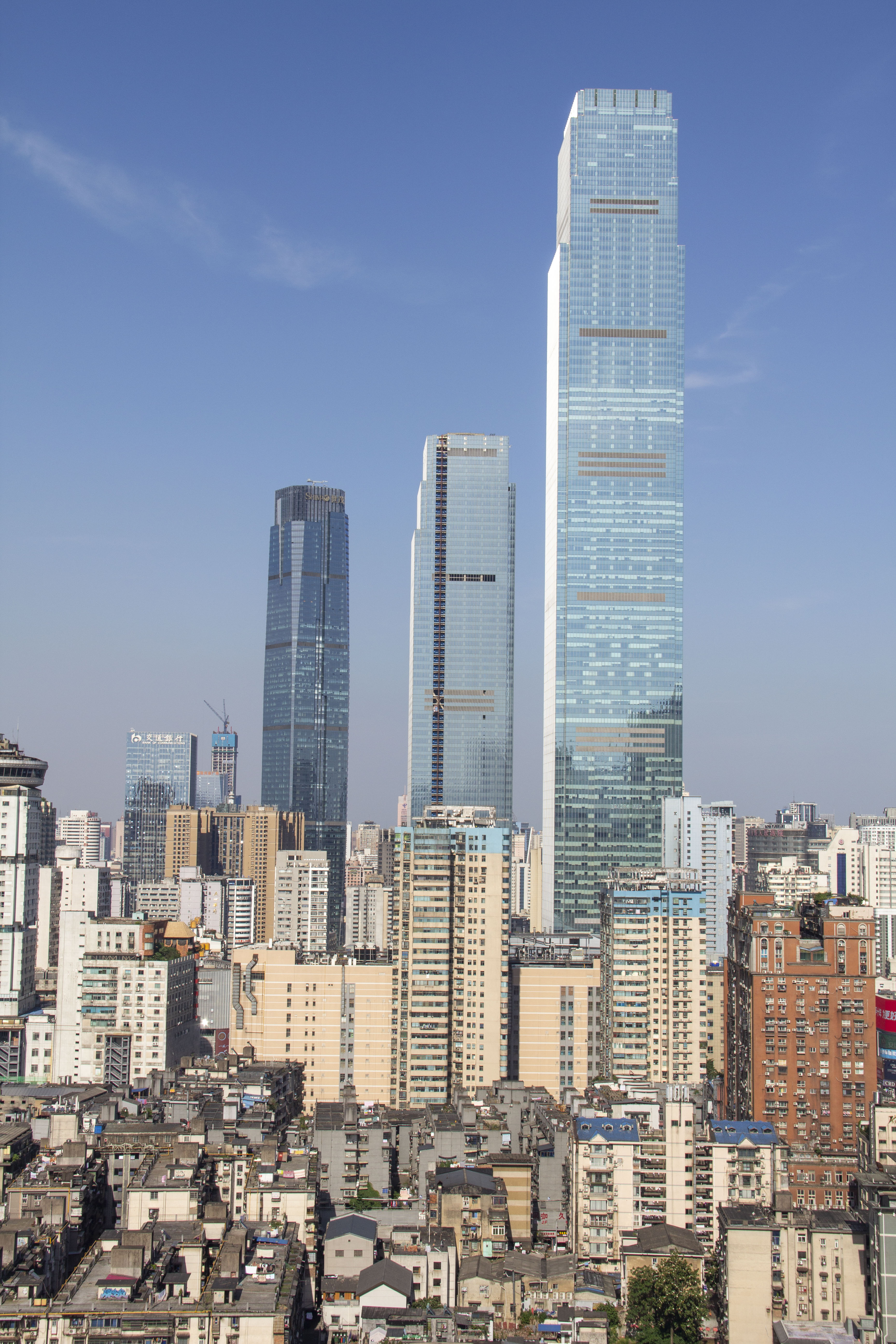
全景

長沙国際金融中心（长沙国际金融中心、長沙国金中心・長沙IFS）は、中華人民共和国湖南省長沙市にある超高層ビル。ツインタワーである。

## 概要
2011年に着工、2018年に竣工した。建築時点では中国で7番目に高い建築物であった。
タワー1は高さ452m、タワー2は高さ315mで、タワー1は世界で20番目（2023年現在）の超高層建築物である。
また、中国では10番目に高く、湖南省で最も高いビルである。
下層階は商業モールになっている。九龍倉集団が所有する。